# Arte di Michelaccio
Arte di Michelaccio o di Michelasso; anche Il mestiere di Michelaccio o Fare la vita del Michelaccio  è un'espressione popolare che viene citata spesso nel detto "Fare il mestiere del Michelaccio: mangiare, bere e andare a spasso" 

## Altre forme
Il detto si ritrova anche nella forma più antica mangiare, bevere e andare a sollazzo, che fa così rima con "Michelazzo" in dialetto veneto .
Il modo di dire potrebbe derivare da miquelet, soprannome usato in Spagna e Francia per i pellegrini diretti a San Michele, santuario al confine tra Catalogna e Aragona e successivamente riferito a coloro che li guidavano che col tempo ne fecero un mestiere. 
Il termine assunse così un significato negativo riferito a quelli che, evitando in ogni modo di lavorare seriamente, conducevano una vita da vagabondi. 
Si suppone anche che l'origine del detto sia da ricercare risalendo a un certo Michele Panichi , un cittadino fiorentino che arricchitosi decise, pur essendo ancora in giovane età, di godersi la vita e di non lavorare più per il resto dei suoi giorni. 

## Riferimenti culturali
- Antonio Baldini, Michelaccio, La Ronda, Roma, 1924[6]
- Riccardo Burgazzi, Storia del Michelasso. Che mangia, beve e va a spasso, Prospero Editore, 2016
- Il brano L'arte 'e Michelasso (Squeglia - Rendine), presentato alla Piedigrotta 1955